# Crocosmia ambongensis
Crocosmia ambongensis är en irisväxtart som först beskrevs av Joseph Marie Henry Alfred Perrier de la Bâthie, och fick sitt nu gällande namn av Peter Goldblatt och John Charles Manning. Crocosmia ambongensis ingår i släktet montbretior, och familjen irisväxter. Inga underarter finns listade i Catalogue of Life.